# Symphorichthys spilurus
Symphorichthys spilurus (Draadvin Snapper) is een straalvinnige vis uit de familie van snappers (Lutjanidae), orde van baarsachtigen (Perciformes). De vis kan een lengte bereiken van 60 centimeter. De soort is de enige soort in het geslacht Symphorichthys.

## Leefomgeving
Symphorichthys spilurus is een zoutwatervis. De soort komt voor in tropische wateren in de Grote en Indische Oceaan, op een diepte van 5 tot 60 meter.

## Relatie tot de mens
Symphorichthys spilurus is voor de visserij van beperkt commercieel belang. In de hengelsport wordt er weinig op de vis gejaagd. De soort wordt gevangen voor commerciële aquaria.
Voor de mens is Symphorichthys spilurus ongevaarlijk.